# Aérospatiale Alouette III
Aérospatiale Alouette III este un elicopter utilitar ușor, monomotor, dezvoltat de compania de avioane franceză Sud Aviation⁠(d). În perioada în care a fost produs, s-a dovedit a fi o aeronavă relativ populară, fiind construite peste 2.000 de unități, inclusiv de către mai mulți producători licențiați.